# São João Evangelista (Minas Gerais)
São João Evangelista é um município brasileiro no interior do estado de Minas Gerais, Região Sudeste do país. Localiza-se no Vale do Rio Doce e sua população estimada pelo IBGE em 2022 era de 15 315 habitantes.

## História
São João Evangelista, antigo distrito criado com a denominação de Nossa Senhora de São João do Suassuí em 1880/1891 e subordinado a vila de Rio Doce (mais tarde: Peçanha), foi elevado à categoria de vila em 1911 e cidade em 1925.

### Formação administrativa
A criação do município se deu em 1911, com território desmembrado de Peçanha. Sua instalação solene se deu em 1º de junho de 1912. A Comarca de São João Evangelista foi criada em 08/10/1948 e se instalou a 15 de novembro do mesmo ano, abrangendo dois municípios, o da sede (São João Evangelista) e o de Coluna, na época, recém-criado 

## Geografia
Localiza-se na Mesorregião do Vale do Rio Doce. 